# Алиса Амафо
Алиса Амафо (енгл. Alice Amafo, рођена 4. фебруара 1977) је суринамска политичарка и бивша најмлађа министарка први пут именована са двадесет и осам година. 

## Биографија
Рођена је 4. фебруара 1977. у Парамарибу. Прво је уписала научне студије, а затим и пословну администрацију на Универзитету Антон де Ком где је дипломирала 2003. године. Била је следбеник Ронија Брунсвејка и партије општег ослобођења и развоја. Радила је прво на ваздухопловној статистици, а за политику се заинтересовала због лошег приступа образовању жена ван градова Суринама. Школовала се само због свог оца који се преселио како би своју децу образовао. Била је најмлађа министарка Суринама са двадесет и осам година када је именована у септембру 2005. као прва жена Марун. Била је министарка саобраћаја до 2007. када је поднела оставку, али ју је 2010. године поново именовао председник Деси Баутерсе за министарку пољопривреде. 